# Mike Babcock
Mike Babcock (* 29. April 1963 in Manitouwadge, Ontario) ist ein ehemaliger kanadischer Eishockeyspieler und derzeitiger -trainer. In der National Hockey League (NHL) war er von 2005 bis 2015 als Cheftrainer der Detroit Red Wings tätig und gewann mit diesen im Jahre 2008 den Stanley Cup. In gleicher Funktion betreute er anschließend von Mai 2015 bis November 2019 die Toronto Maple Leafs sowie von Juli bis September 2023 die Columbus Blue Jackets. Einst als erfolgreicher Trainer respektiert, sorgten zahlreiche Vorwürfe hinsichtlich seines Umgangs mit Spielern zum frühzeitigen Rücktritt bei den Blue Jackets und insgesamt dafür, dass sein Führungsstil als umstritten und in gewisser Weise „veraltet“ gilt.
Als Weltmeister 2004, Stanley-Cup-Sieger 2008 und Gewinner der olympischen Goldmedaille 2010 sowie 2014 ist Babcock als derzeit einziger Trainer Mitglied im Triple Gold Club.

## Karriere

### Anfänge
Mike Babcock spielte in seiner Jugend in der kanadischen Juniorenliga WHL, wurde aber nie von einem NHL-Team entdeckt. Ab 1983 ging er auf die McGill University für deren Eishockeyteam er auch spielte. Zeitweise führte er das Team auch als Mannschaftskapitän aufs Eis. 1987 schloss er sein Studium mit einem Bachelor-Abschluss als Sportlehrer ab und belegte danach noch Kurse in Sportpsychologie.
Danach ging er nach England, wo er in der British Hockey League ein Jahr als Spielertrainer arbeitete und in 36 Spielen 34 Tore und 98 Assists erzielte. 1988 kehrte er zurück nach Nordamerika und trainierte für drei Jahre die Eishockeymannschaft des Red Deer College in der kanadischen Provinz Alberta. 1989 gewann er mit dem Team die Collegemeisterschaft der Provinz und er wurde als Trainer des Jahres ausgezeichnet.
1991 übernahm Babcock den Job als Cheftrainer der Moose Jaw Warriors in der WHL, hatte aber keinen großen Erfolg. Ab 1993 arbeitete er ein Jahr als Trainer der University of Lethbridge und gewann die kanadische Collegemeisterschaft, ehe er einen Vertrag beim WHL-Team Spokane Chiefs erhielt. 1996 und 2000 führte er die Chiefs ins Finale der WHL-Playoffs.

### NHL
2000 erhielt er einen Vertrag als Trainer der Cincinnati Mighty Ducks in der AHL. Das Team fungierte zu diesem Zeitpunkt als Farmteam der Mighty Ducks of Anaheim und der Detroit Red Wings aus der NHL. Zwei Jahre lang übte er den Job in Cincinnati aus.
Zwischen 2002 und 2005 war er Cheftrainer des NHL-Teams Mighty Ducks of Anaheim, mit denen er gleich in der ersten Saison das Finale um den Stanley Cup erreicht hatte, aber nach sieben Spielen den New Jersey Devils unterlag. Im Juli 2005 lehnte er eine Vertragsverlängerung mit den Ducks ab. Am 15. Juli wurde Babcock neuer Cheftrainer der traditionsreichen Franchise Detroit Red Wings und ersetzte damit den früheren Trainer Dave Lewis.
Gleich in seinem ersten Jahr in Detroit schloss das Team auf dem ersten Platz in der NHL nach der Regulären Saison ab und gewann die Presidents’ Trophy. In den Playoffs scheiterten die Red Wings aber schon in der ersten Runde. 2006/07 verliefen die Playoffs erfolgreicher und die Red Wings zogen ins Finale Western Conference ein, wo sie jedoch an Babcocks ehemaligen Team aus Anaheim scheiterten, das schließlich den Stanley Cup gewann. In der Saison 2007/08 erreichte er bereits zum dritten Mal in Folge die Marke von 50 Saisonsiegen und gewann mit den Red Wings nach 2005/06 zum zweiten Mal die President’s Trophy als bestes Team der Regulären Saison und in den anschließenden Playoffs auch den Stanley Cup. Die Titelverteidigung scheiterte wiederum in den 2009 an den Pittsburgh Penguins, die man im Vorjahr an gleicher Stelle noch besiegt hatte.
Nach insgesamt 10 Jahren in Detroit verlängerte er seinen im Juni 2015 auslaufenden Vertrag nicht und wechselte so im Mai 2015 zu den Toronto Maple Leafs. Dort gelang es ihm bei hohen Erwartungen nicht, an seine Erfolge in Detroit anzuknüpfen, so kam er mit den Maple Leafs in den folgenden vier Jahren nicht über die erste Playoff-Runde hinaus. Im November 2019 wurde der Kanadier dann nach einem schwachen Start in die Spielzeit 2019/20 entlassen und durch Sheldon Keefe ersetzt. Gegen Ende seiner Zeit in Toronto wurden vermehrt Vorwürfe hinsichtlich seines Umgangs mit Spielern in den Medien kolportiert. Auch aus seiner Zeit in Detroit berichteten nun mehrere Ex-Spieler davon, dass er sie regelmäßig verbal attackiert habe bzw. dass seine Methoden und sein Führungsstil jenseits eines akzeptablen Rahmens lägen.
Anschließend war Babcock als Berater des Teams der University of Vermont sowie in der Saison 2021/22 als Cheftrainer an der University of Saskatchewan tätig. Im Juli 2023 kehrte er dann in die NHL zurück, als er von den Columbus Blue Jackets als neuer Cheftrainer vorgestellt wurde. Im September 2023 allerdings, noch im Rahmen der Preseason und ohne ein Pflichtspiel absolviert zu haben, trat der Kanadier bereits wieder von dieser Position zurück. Hintergrund waren öffentlich gewordene, erneute Vorwürfe hinsichtlich seines Führungsstils und Umgangs, so habe er Spieler dazu aufgefordert, ihm private Bilder auf dem Handy zu zeigen. Vorgeworfen wurde ihm letztlich insbesondere, aus den Vorwürfen aus früherer Zeit nichts gelernt zu haben und weiterhin eine mittlerweile als „veraltet“ geltende Trainerphilosophie zu vertreten. Seine Nachfolge übernahm sein bisheriger Assistent, Pascal Vincent.

### International
Mit der kanadischen Nationalmannschaft gewann er 1997 die Goldmedaille bei der Junioren-Weltmeisterschaft in Genf, 2004 die Goldmedaille bei der Weltmeisterschaft der Herren in Prag sowie die olympische Goldmedaille der Olympischen Winterspiele 2010 in Vancouver. 2014 konnte er mit der Nationalmannschaft den Gewinn der Goldmedaille bei den Olympischen Winterspielen 2014 in Sotschi wiederholen. Im September 2016 fungierte er beim World Cup of Hockey 2016 erneut als kanadischer Cheftrainer und gewann mit dem Team eine weitere Goldmedaille. Zudem wurde er 2018 in den Order of Hockey in Canada aufgenommen.

## Privates
Mike Babcock ist verheiratet und hat drei Kinder. Die ehemalige Skirennläuferin Kendra Kobelka ist seine Cousine.

## Erfolge und Auszeichnungen

### Als Trainer
| - 1997 Goldmedaille bei der U20-Junioren-Weltmeisterschaft - 2004 Goldmedaille bei der Weltmeisterschaft - 2008 Cheftrainer beim NHL All-Star Game - 2008 Stanley-Cup-Sieger mit den Detroit Red Wings - 2009 Assistenztrainer beim NHL All-Star Game | - 2010 Goldmedaille bei den Olympischen Winterspielen - 2014 Goldmedaille bei den Olympischen Winterspielen - 2016 Goldmedaille beim World Cup of Hockey - 2018 Aufnahme in den Order of Hockey in Canada |

## Trainerstatistik
| 1991–1992  | Moose Jaw Warriors       | WHL                     | 72   | 33  | 36  | 3  | –   | 69   | 0.479 | 4   | 0  | 4  | 1. Runde                 |
| 1992–1993  | Moose Jaw Warriors       | WHL                     | 72   | 27  | 42  | 3  | –   | 57   | 0.396 | –   | –  | –  | –                        |
| 1993–1994  | University of Lethbridge | CIAU                    |      |     |     |    |     |      |       |     |    |    |                          |
| 1994–1995  | Spokane Chiefs           | WHL                     | 72   | 32  | 36  | 4  | –   | 68   | 0.472 | 11  | 6  | 5  | Division Semifinale      |
| 1995–1996  | Spokane Chiefs           | WHL                     | 72   | 50  | 18  | 4  | –   | 104  | 0.722 | 18  | 9  | 9  | Finale                   |
| 1996–1997  | Spokane Chiefs           | WHL                     | 72   | 35  | 33  | 4  | –   | 74   | 0.514 | 9   | 4  | 5  | Division Semifinale      |
| 1997–1998  | Spokane Chiefs           | WHL                     | 72   | 45  | 23  | 4  | –   | 94   | 0.653 | 18  | 10 | 8  | Division Finale          |
|            | Spokane Chiefs           | MCup                    | 3    | 1   | 2   | 0  | –   | 2    | 0.333 | 1   | 0  | 1  | Semifinale               |
| 1998–1999  | Spokane Chiefs           | WHL                     | 72   | 19  | 44  | 9  | –   | 47   | 0.326 | –   | –  | –  | –                        |
| 1999–00    | Spokane Chiefs           | WHL                     | 72   | 47  | 19  | 4  | 2   | 100  | 0.694 | 15  | 10 | 5  | Finale                   |
| 2000–2001  | Cincinnati Mighty Ducks  | AHL                     | 80   | 41  | 26  | 9  | 4   | 95   | 0.594 | 4   | 1  | 3  | 1. Runde                 |
| 2001–2002  | Cincinnati Mighty Ducks  | AHL                     | 80   | 33  | 33  | 11 | 3   | 80   | 0.500 | 3   | 1  | 2  | Qualifikationsrunde      |
| 2002–2003  | Mighty Ducks of Anaheim  | NHL                     | 82   | 40  | 27  | 9  | 6   | 95   | 0.579 | 21  | 15 | 6  | Stanley-Cup-Finale       |
| 2003–2004  | Mighty Ducks of Anaheim  | NHL                     | 82   | 29  | 35  | 10 | 8   | 76   | 0.463 | –   | –  | –  | –                        |
| 2004–2005  | ohne Team wegen Lockout  | ohne Team wegen Lockout | –    | –   | –   | –  | –   | –    | –     | –   | –  | –  | –                        |
| 2005–2006  | Detroit Red Wings        | NHL                     | 82   | 58  | 16  | –  | 8   | 124  | 0.756 | 6   | 2  | 4  | Conference Viertelfinale |
| 2006–2007  | Detroit Red Wings        | NHL                     | 82   | 50  | 19  | –  | 13  | 113  | 0.689 | 18  | 10 | 8  | Conference-Finale        |
| 2007–2008  | Detroit Red Wings        | NHL                     | 82   | 54  | 21  | –  | 7   | 115  | 0.701 | 22  | 16 | 6  | Stanley-Cup-Sieger       |
| 2008–2009  | Detroit Red Wings        | NHL                     | 82   | 51  | 21  | –  | 10  | 112  | 0.683 | 23  | 15 | 8  | Stanley-Cup-Finale       |
| 2009–2010  | Detroit Red Wings        | NHL                     | 82   | 44  | 24  | –  | 14  | 102  | 0.622 | 12  | 5  | 7  | Conference-Halbfinale    |
| 2010–2011  | Detroit Red Wings        | NHL                     | 82   | 47  | 25  | –  | 10  | 104  | 0.634 | 11  | 7  | 4  | Conference Halbfinale    |
| 2011–2012  | Detroit Red Wings        | NHL                     | 82   | 48  | 28  | –  | 6   | 102  | 0.622 | 5   | 1  | 4  | Conference-Viertelfinale |
| 2012–2013  | Detroit Red Wings        | NHL                     | 48   | 24  | 16  | –  | 8   | 56   | 0.583 | 14  | 7  | 7  | Conference Halbfinale    |
| 2013–2014  | Detroit Red Wings        | NHL                     | 82   | 39  | 28  | –  | 15  | 93   | 0.567 | 5   | 1  | 4  | Conference-Viertelfinale |
| 2014–2015  | Detroit Red Wings        | NHL                     | 82   | 43  | 25  | –  | 14  | 100  | 0.610 | 7   | 3  | 4  | Conference-Viertelfinale |
| 2015–2016  | Toronto Maple Leafs      | NHL                     | 82   | 29  | 42  | –  | 11  | 69   | 0.421 | –   | –  | –  | –                        |
| 2016–2017  | Toronto Maple Leafs      | NHL                     | 82   | 40  | 27  | –  | 15  | 95   | 0.579 | 6   | 2  | 4  | Conference-Viertelfinale |
| 2017–2018  | Toronto Maple Leafs      | NHL                     | 82   | 49  | 26  | –  | 7   | 105  | 0.640 | 7   | 3  | 4  | Conference-Viertelfinale |
| 2018–2019  | Toronto Maple Leafs      | NHL                     | 82   | 46  | 28  | –  | 8   | 100  | 0.610 | 7   | 3  | 4  | Conference-Viertelfinale |
| 2019–2020  | Toronto Maple Leafs      | NHL                     | 23   | 9   | 10  | –  | 4   | 22   | 0.478 | –   | –  | –  | –                        |
| WHL gesamt | WHL gesamt               | WHL gesamt              | 576  | 288 | 251 | 35 | 2   | 613  | 0.532 | 75  | 39 | 36 | 6 Teilnahmen             |
| AHL gesamt | AHL gesamt               | AHL gesamt              | 160  | 74  | 59  | 20 | 7   | 175  | 0.547 | 7   | 2  | 5  | 2 Teilnahmen             |
| NHL gesamt | NHL gesamt               | NHL gesamt              | 1301 | 700 | 418 | 19 | 164 | 1583 | 0.608 | 164 | 90 | 74 | 13 Teilnahmen            |